# Prostaglandinski receptor
Poznato je deset prostaglandinskih receptora, koji su izraženi na različitim ćelijskim tipovima. Prostaglandini se vezuju za familiju sedam-transmembranskih receptora ćelijske površine, G-protein spregnute receptore.
Ti receptori se zovu:
- DP1-2 - DP1, DP2 receptori
- EP1-4 - EP1, EP2, EP3, EP4 receptori
- FP - FP
- IP1-2 - IP1, IP2 receptori
- TP - TP receptor

Imena ovih receptora potiču od prostaglandina koji se za njih vezuje (npr., DP1-2 receptori vezuju PGD2).

## Literatura
1. ↑  Tsuboi K, Sugimoto Y, Ichikawa A (2002). „Prostanoid receptor subtypes”. Prostaglandins Other Lipid Mediat. 68-69: 535—56. PMID 12432942. doi:10.1016/S0090-6980(02)00054-0.

## Spoljašnje veze
- baza podataka - Prostanoidni receptori Архивирано на веб-сајту  (15. април 2021)
- Prostaglandin+Receptors на 